# Myanmardictyna longifissum
Genre
Espèce
Myanmardictyna longifissum, unique représentant du genre Myanmardictyna, est une espèce d'araignées aranéomorphes de la famille des Dictynidae.

## Distribution
Cette espèce est endémique de Birmanie.

## Publication originale
- Wunderlich, 2017 : A new extant spider genus from Myanmar (Burma) (Araneae: Dictynidae: Dictyninae). Beiträge zur Araneologie, vol. 10, p. 327-330 & 354.